# Tympanocryptis diabolicus
Tympanocryptis diabolicus — вид ігуаноподібних ящірок родини агамових (Agamidae). Ендемік Австралії.

## Поширення і екологія
Tympanocryptis diabolicus мешкають на півночі гір Хамерслі в регіоні Пілбара у Західній Австралії. Вони живуть в глинистих і кам'янистих пустелях.